# Fronte Obreira Galega
Fronte Obreira Galega (FOGA; en español 'Frente Obrero Gallego') es una organización política cuyo ámbito de actuación es Galicia. Se formó el 21 de julio de 2010 con antiguos militantes procedentes del mundo sindical, fundamentalmente de la Confederación Intersindical Galega (CIG) y del Bloque Nacionalista Galego (BNG), del cual fue inicialmente una corriente interna.
En 2012 fue uno de los partidos que fundaron Anova-Irmandade Nacionalista, formación con la obtuvo una diputada en el Parlamento de Galicia. En septiembre de 2014 anunció su salida de Anova. El 27 de enero de 2017 FOGA formalizó su integración en el BNG.